# 李從照
李從照，五代十国时深州博野县人，李茂贞和刘氏的第三子。
《旧五代史》记载李從照官至陇州（治今陕西省陇县）刺史、诸卫大将军，后来去世。其母刘氏的墓志铭里称他担任邠州（治今陕西省彬州市）行军司马。其父李茂贞的墓志铭里称他担任原州（治今甘肃省镇原县）刺史、充本州防御使、检校太保。